# Anastoechus kashmirensis
Anastoechus kashmirensis är en tvåvingeart som beskrevs av Zaitzev 1988. Anastoechus kashmirensis ingår i släktet Anastoechus och familjen svävflugor. Inga underarter finns listade i Catalogue of Life.